# Réseau Stan 2001-2013
Pour un article plus général, voir Service de transport de l'agglomération nancéienne.

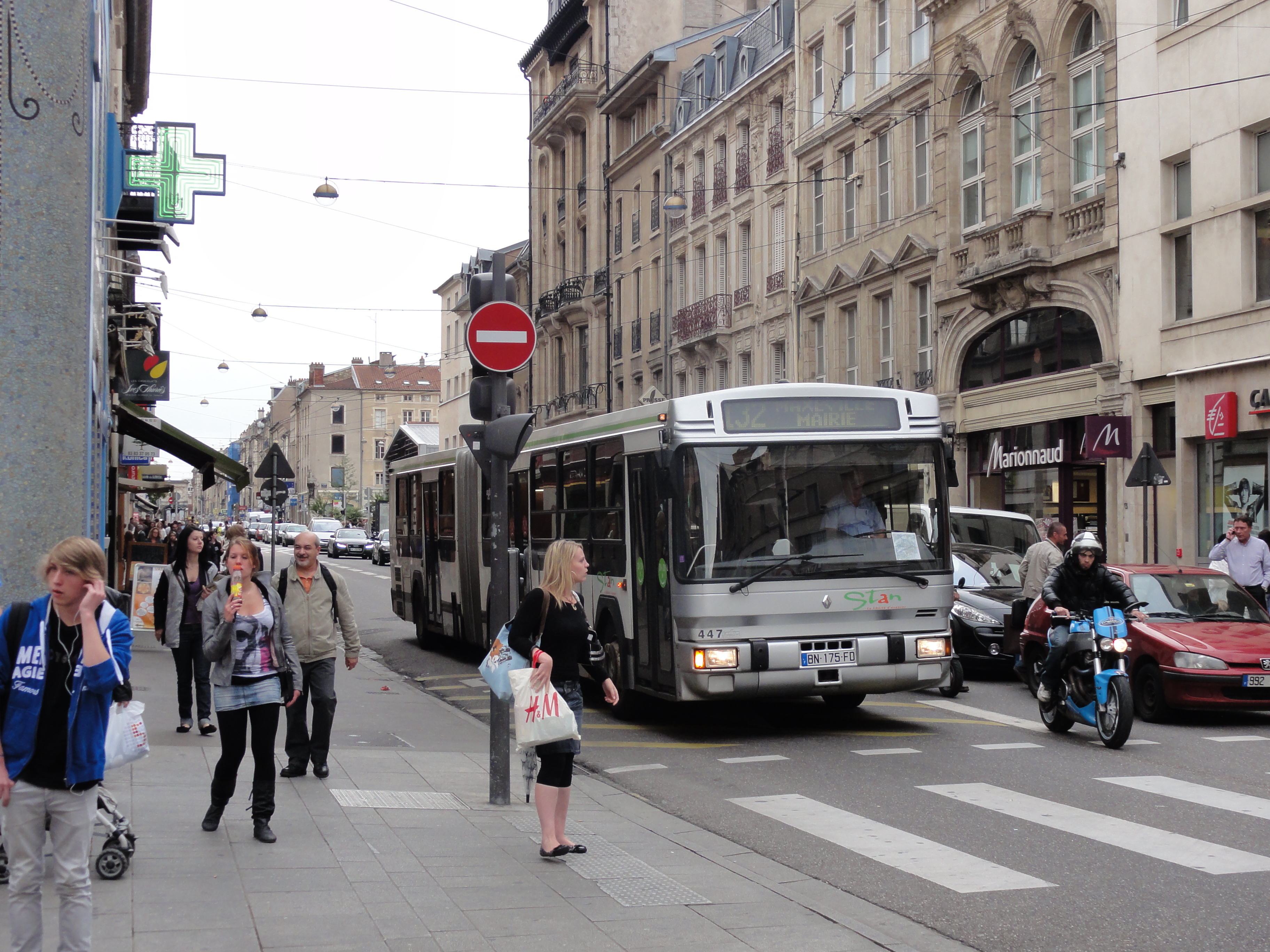
Autobus Renault du réseau STAN

Les lignes de bus urbaines, suburbaines et interurbaines sont numérotées de façon homogène et organisée (100, 200, 300, 400, 500, 600…) autour de différents pôles de correspondance et de desserte répartis sur tout le bassin de vie (plus de 420 000 habitants).
Le réseau Stan gère les lignes urbaines, c’est-à-dire celles se limitant à Nancy et sa première couronne (les 20 communes de la Communauté urbaine). Il s'agit des lignes 1xx, toutes ces lignes urbaines étant numérotées en fonction de la ligne de TVR T1.

## Le réseau
Le schéma des indices de ligne est le suivant : 
- [numéro de la ligne de TVR]
- [numéro du pôle de correspondance]
- [numéro de la ligne].

Par exemple, la ligne 130 est en correspondance avec la ligne T1 au niveau du pôle de correspondance n°3 (Point Central) ou la ligne 122/126 au niveau du pôle n°2 (gare routière Place de la République).
Ce système de numérotation à 3 chiffres devrait laisser la place à une numérotation plus traditionnelle des lignes (1, 2, 3, 4, 5…) lors de la restructuration du réseau qui accompagnera la mise en service de la deuxième ligne de TCSP.

### Ligne TVR
| Ligne | Tracé                                                     |
| ----- | --------------------------------------------------------- |
| T1    | VANDŒUVRE CHU Brabois <> Point Central <> ESSEY Mouzimpré |

### Pôle 1 | VANDŒUVRE Vélodrome
| Ligne | Tracé                                                                       |
| ----- | --------------------------------------------------------------------------- |
| 111   | JARVILLE Sion <> Vélodrome <> MAXÉVILLE St-Jacques 2                        |
| 112   | JARVILLE Sion <> Vélodrome <> NANCY Tamaris                                 |
| 114   | VANDŒUVRE Charmois <> Vélodrome <> HOUDEMONT                                |
| 115   | VILLERS Lycée Stanislas <> Vélodrome <> LUDRES                              |
| 116   | VILLERS Lycée Stanislas <> Vélodrome <> HEILLECOURT <> FLÉVILLE Fleurychamp |

Au début du réseau, la ligne 113 reliait Laxou Provinces à Nancy Oberlin, c'était une ligne de rocade.

### Pôle 2 | NANCY République
| Ligne | Tracé                                                                                                 |
| ----- | --- |
| 121   | NANCY République <> Nancy Gare <> NANCY Beauregard                                                    |
| 122   | NANCY République <> Nancy Gare <> VILLERS Clairlieu                                                   |
| 123   | NANCY République <> Nancy Gare <> VANDŒUVRE Nations                                                   |
| 124   | NANCY République <> Nancy Gare <> LAXOU Mouzon                                                        |
| 126   | NANCY République <> Nancy Gare <> VILLERS Clairlieu                                                   |
| 127   | NANCY Beauregard <> Nancy Gare <> VANDŒUVRE CHU Brabois (un seul aller et retour le Dimanche Matin)   |
| 128   | NANCY Gare <> VANDŒUVRE CHU (Campus)                                                                  |
| 129   | NANCY République <> Parc des Expositions (fonctionne uniquement lors de la Foire exposition de Nancy) |

Au début du réseau, la ligne 125 reliait Laxou Provinces à Nancy République.

### Pôle 3 | NANCY Point Central
| Ligne | Tracé |
| ----- | --- |
| 130   | SEICHAMPS <> Point Central <> LAXOU Provinces                                                                 |
| 131   | MAXÉVILLE Mairie <> Point Central <> FLÉVILLE L'Orée du Bois <> FLÉVILLE de la Noue <> FLÉVILLE Z.I. Dynapôle |
| 132   | MAXÉVILLE Mairie <> Point Central <> Jarville Sion <> HEILLECOURT                                             |
| 133   | MAXÉVILLE Mairie <> Point Central <> JARVILLE Sion                                                            |
| 134   | VILLERS Lycée Stanislas <> Point Central <> MAXÉVILLE Lafayette                                               |
| 135   | VILLERS Lycée Stanislas <> Point Central <> MALZÉVILLE Savlons                                                |
| 136   | NANCY Cours Léopold <> Point Central <> LANEUVEVILLE                                                          |
| 137   | NANCY Cours Léopold <> Point Central <> LANEUVEVILLE La Madeleine                                             |
| 138   | VANDŒUVRE Roberval <> Point Central <> LAXOU Champ le Bœuf                                                    |
| 139   | NANCY Cours Léopold <> Point Central <> LUDRES                                                                |

### Pôle 4 | NANCY Division de Fer
| Ligne | Tracé                                            |
| ----- | ------------------------------------------------ |
| 141   | MALZÉVILLE <> Division de Fer <> SAULXURES Forêt |
| 142   | MALZÉVILLE <> Division de Fer <> ART-SUR-MEURTHE |

### Pôle 5 | NANCY St-Georges
Il n'existe pas de ligne en correspondance à ce pôle. Ce pôle de correspondance était créé avec l'objectif d'y faire faire terminus à la deuxième ligne de TVR, parmi les deux autres prévues, en raison de sa proximité avec l'ancien dépôt de TVR.

### Pôle 6 | SAINT MAX Gérard Barrois - Stade Marcel Picot
| Ligne | Tracé                                                                      |
| ----- | -------------------------------------------------------------------------- |
| 161   | MALZÉVILLE Pixérécourt <> Gérard Barrois <> SAULXURES <> ESSEY Porte Verte |
| 162   | GÉRARD BARROIS <> ESSEY C.E.S.                                             |
| 163   | DOMMARTEMONT <> Gérard Barrois <> JARVILLE Sion                            |

Au début du réseau, la ligne 162 reliait Essey la Fallée à Gérard Barrois. La ligne 164 reliait Saint Max Gérard Barrois à Saulxures.

### Pôle 7 | ESSEY Mouzimpré
| Ligne | Tracé                        |
| ----- | ---------------------------- |
| 171   | ESSEY Mouzimpré <> SEICHAMPS |
| 172   | ESSEY Mouzimpré <> PULNOY    |

Au début du réseau, la ligne 171 reliait Essey Roosevelt à Seichamps

### Autres Lignes
| Ligne                    | No  | Tracé                                                                                      |
| ------------------------ | --- | ------------------------------------------------------------------------------------------ |
| P’tit STAN de Vandœuvre  | 105 | VANDŒUVRE CHU Brabois <> VANDŒUVRE Nations <> Médecine préventive <> Sainte Famille        |
| P’tit STAN de Villers    | 106 | VILLERS Les Essarts → VANDŒUVRE CHU Brabois (2 départs uniquement le matin à 6h10 et 6h50) |
| P’tit STAN de Laxou      | 107 | LAXOU Sapinière <> LAXOU Provinces/Laxou CPN                                               |
| P’tit STAN de la Colline | 108 | NANCY Place Carnot <> NANCY Place Carnot                                                   |
| MiniBus                  | 109 | MALZÉVILLE Sadi Carnot <> Point Central <> NANCY Cimetière du Sud                          |
| STAN’ U                  | 110 | VANDŒUVRE Nations <> Vélodrome <> VILLERS Technopôle                                       |

Le P'tit Stan de Vandœuvre est remplacé par le service Mobistan Ouest à partir du 25 mars 2013.

### Transport à la demande
| Service    | Description                                                                                 |
| ---------- | ------------------------------------------------------------------------------------------- |
| Mobi STAN  | Remplace la ligne du lundi au samedi de 9 h à 16 h, ainsi que les dimanches et jours fériés |
| Handi STAN | Service de Transport de Personnes à Mobilité Réduite (TPMR)                                 |

### Lignes scolaires «À la Bonne Heure»
| Ligne     | Tracé                                                              |
| --------- | ------------------------------------------------------------------ |
| 80        | Villers Clairlieu / G. Chepfer / Lycée Stanislas ↔ Laxou Provinces |
| 81        | Dommartemont René Nicklès ↔ Malzéville Le Nid                      |
| 82        | Heillecourt Léon Songeur / Husson ↔ Heillecourt Montaigu           |
| 83        | Ludres Jacques Monod ↔ Fléville L'Orée du Bois                     |
| 84        | Vandœuvre Morvan ↔ Vandœuvre Haut-de-Penoy                         |
| 85        | Tomblaine Groupe Scolaire ↔ Saulxures                              |
| 86        | Tomblaine Groupe Scolaire ↔ Art-sur-Meurthe                        |
| 87        | Nancy République ↔ Art-sur-Meurthe Bosserville                     |
| 88        | Dommartemont René Nicklès ↔ Seichamps                              |
| 89        | Nancy République ↔ Malzéville Pixérécourt                          |
| 90        | Nancy République ↔ Tomblaine Groupe Scolaire                       |
| 138 CEPAL | Nancy Gare/République ↔ Laxou CEPAL ↔ Laxou Champ le Bœuf          |

### Lignes évènementielles

#### Navettes T1BUS

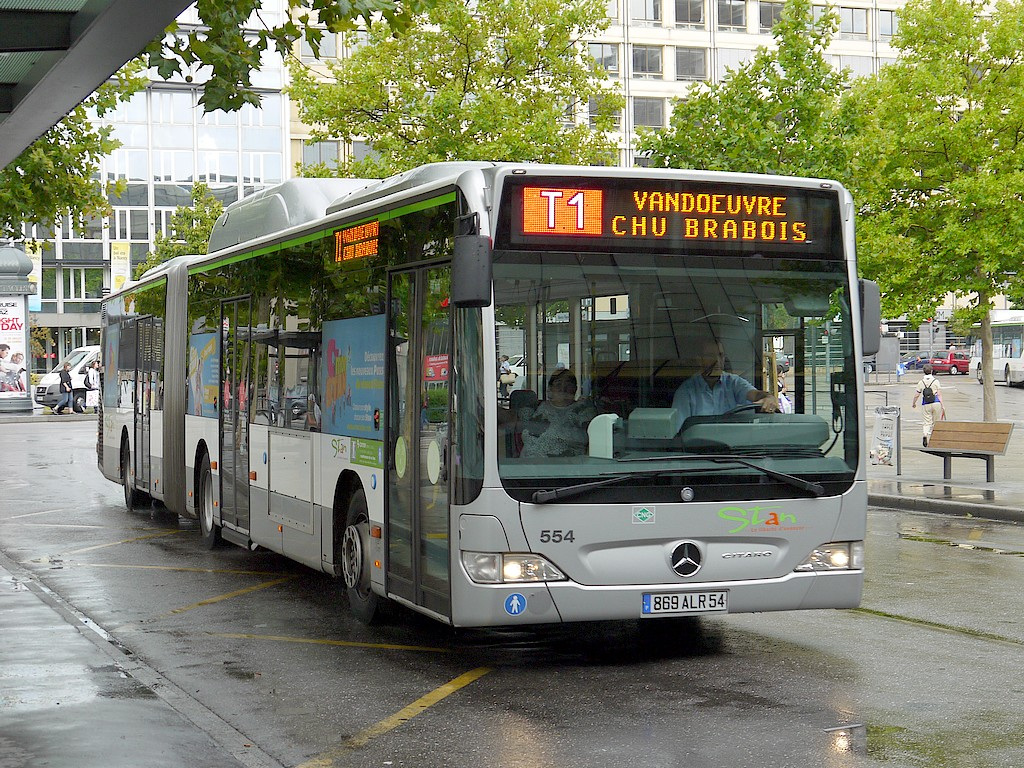
Citaro articulé sur T1Bus

Ces navettes circulent en remplacement de la ligne T1 lors des travaux du site propre du TVR, ou encore lorsque le centre-ville de Nancy est fermé à la circulation (par exemple à l'occasion de la braderie de Nancy ou de la fête de la musique). Ces navettes portent l'indice 102 pour la gestion du réseau.
Il existe les liaisons suivantes :
| Ligne | Tracé                                       |
| ----- | ------------------------------------------- |
| T1Bus | Nancy République ↔ Essey Mouzimpré          |
| T1Bus | Nancy Division de Fer ↔ Essey Mouzimpré     |
| T1Bus | Vandœuvre CHU Brabois ↔ Vandœuvre Vélodrome |
| T1Bus | Vandœuvre CHU Brabois ↔ Nancy République    |

#### Navettes Zénith
| Ligne    | Tracé                          |
| -------- | ------------------------------ |
| Zénith 1 | Essey Mouzimpré ↔ Zénith       |
| Zénith 2 | Vandœuvre CHU Brabois ↔ Zénith |

#### Navettes Foot Stade Marcel Picot
| Ligne | Tracé                                              |
| ----- | -------------------------------------------------- |
| 1     | Tomblaine Stade Marcel Picot ↔ Nancy Beauregard    |
| 2     | Tomblaine Stade Marcel Picot ↔ Vandœuvre Cheminots |
| 3     | Tomblaine Stade Marcel Picot ↔ Villers Clairlieu   |
| 4     | Tomblaine Stade Marcel Picot ↔ Seichamps           |

#### Navettes Palais des Sports - SLUC
| Ligne | Tracé                                       |
| ----- | ------------------------------------------- |
| 1     | Vandœuvre Nations ↔ Nancy Palais des sports |
| 2     | Jarville Sion ↔ Nancy Palais des sports     |